# Ел Ванде Веге
Ел Ванде Веге (англ. Al Vande Weghe, 28 липня 1916 — 13 серпня 2002) — американський плавець.
Призер Олімпійських Ігор 1936 року.